# Forteresse de Hwaseong
La forteresse de Hwaseong (« forteresse brillante »), est située à Suwon en Corée du Sud (à 30 km de Séoul). Construite entre 1794 et 1796 sous les ordres du roi Jeongjo pour honorer et abriter les restes de son père, le prince Sado, contraint de se suicider par le roi Yeongjo, qui le fit mettre dans un coffre plein de riz.
La forteresse est inscrite sur la liste des sites historiques de la Corée du Sud depuis 1963 et sur la liste du patrimoine mondial de l'UNESCO depuis 1997.
Le cours d'eau de Suwon, Suwoncheon (en), traverse le centre de la forteresse. 

## Architecture
L'architecture de la forteresse mélange les styles traditionnels orientaux et occidentaux, en en faisant ainsi un ensemble très différent des autres édifices coréens.

### Quatre portes
La forteresse a quatre portes : « Hwaseomun » (porte de l'ouest), « Janganmun » (porte du nord), « Paldalmun » (porte du sud), et « Changnyongmun » (porte de l'est). Les portes « Janganmun » et « Paldalmun » sont les plus grandes et ressemblent à la porte « Namdaemun » de Séoul dans la construction du toit et le travail sur les pierres et le bois. « Paldalmun » a été incendiée et détruite pendant la Guerre de Corée et reconstruite en 1975. « Janganmun » survit à la destruction et appartient à la construction originale.
Les portes nord et sud sont surmontées de pavillons de deux étages, tandis que celles de l'ouest et de l'est ont un seul étage. L'aspect grandiose de la porte du nord reflète le désir du roi Jeongjo de déménager la capitale à Suwon.
Les quatre portes sont encerclées de petites forteresses qui abritaient les gardes protégeant les portes.

### Mur
Le mur est long de 5,74 km et haut de 4 à 6 mètres, encerclant à ses origines une surface d'environ 1,3 km². Aux endroits où le terrain était plat, le mur était plus haut qu'aux endroits plus élevés, une incorporation du terrain dans les défenses qui était rare en Chine et au Japon. Les parapets sont faits de pierre et de brique, comme la plus grande part de la forteresse, et sont hauts de 1,2 m.
Quoique la section sud n'ait pas été restaurée, le reste du mur peut être parcouru à pied.

### Constructions le long du mur
À l'origine il y avait 48 constructions tout le long du mur de la forteresse, mais sept d'entre elles ont été perdues, par des inondations, les guerres ou l'usure. La forteresse a une vanne, quatre portes secrètes, quatre plateformes pour les gardes, deux tours d'observation, deux postes de commandement, deux plateformes pour les archers, cinq bastions pour les armes à feu, cinq tours pour les sentinelles, quatre tours d'angle, une tour-phare, et neuf bastions.
Il y avait quatre tours de guet, mais il n'en reste que deux, de trois étages chacune, avec des pavillons en bois au-dessus et des fentes pour les armes à feu et les sentinelles. La tour-phare avait cinq cheminées pour faire des signaux avec du feu ou de la fumée ; une seule cheminée allumée signifiait « paix », deux cheminées « l'ennemi a été vu », trois « l'ennemi approche », quatre « l'ennemi est dans la ville », et cinq « la bataille a commencé ».

## Histoire
La forteresse Hwaseong est construite en deux ans et demi, de 1794 à 1796. Son architecte est Jeong Yak-yong, qui deviendra plus tard un dirigeant célèbre du mouvement Silhak. « Silhak » veut dire « apprentissage pratique » ; il encourageait l'usage de la science et de l'industrie. Jeong incorporait des éléments de l'architecture des forteresses coréennes, chinoises et japonaises dans ses croquis, ainsi qu'une connaissance des sciences. L'adoption des briques comme matière de construction et l'usage de poulies et de grues sont dus à l'influence de Silhak.

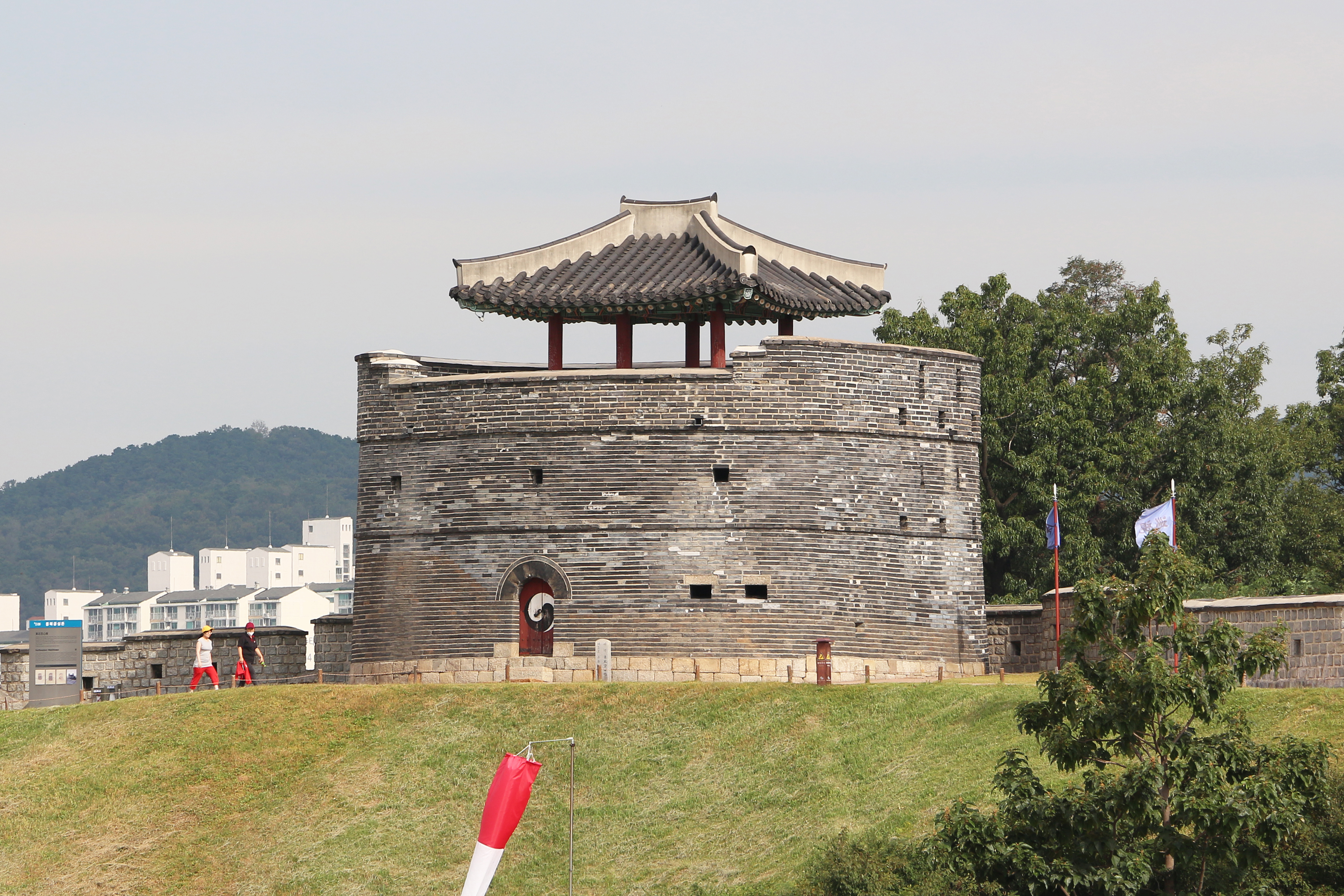
Une des tours d'observation de la forteresse

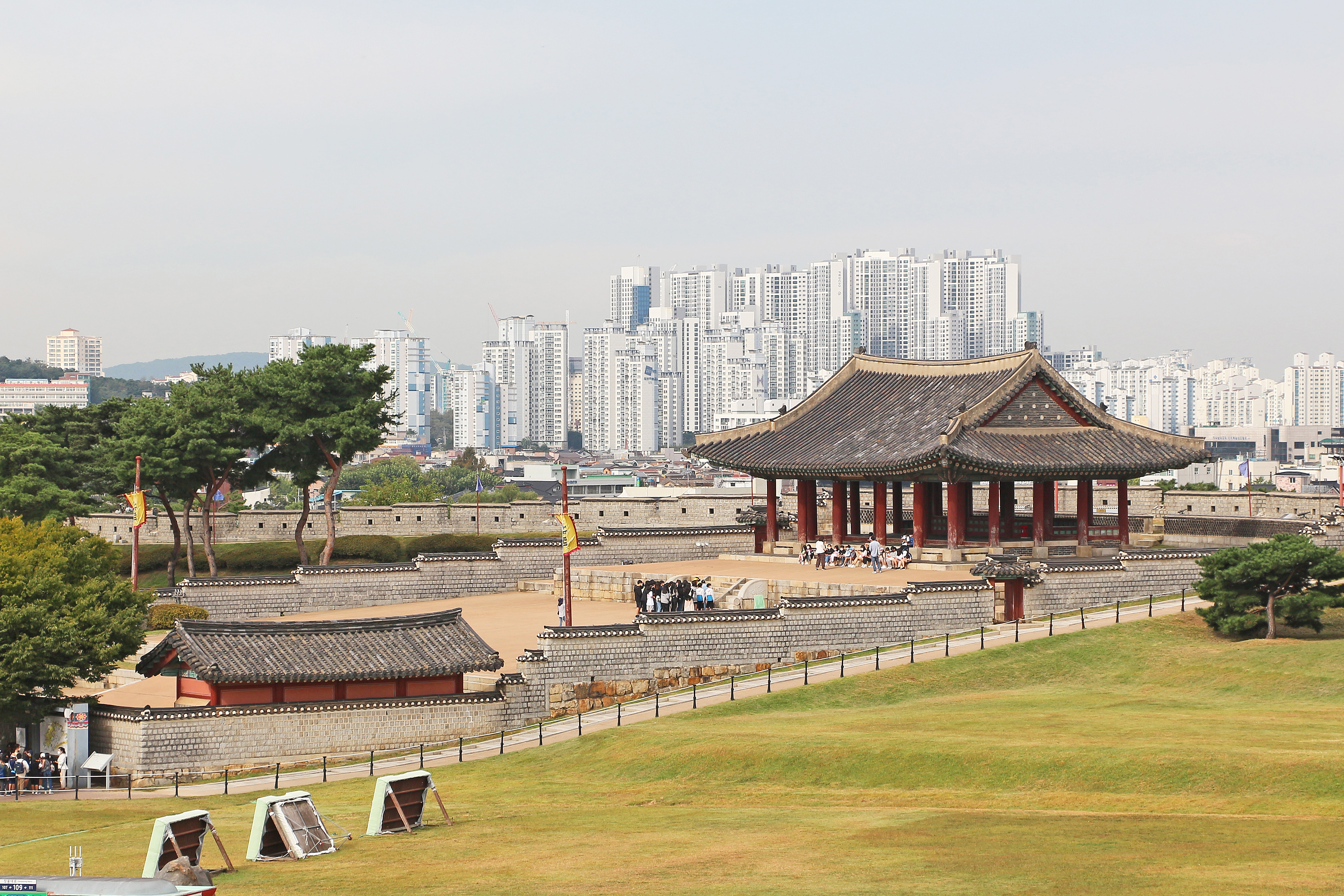
Une des postes de commande de la forteresse

La forteresse est aussi une réponse à l'écroulement du front coréen pendant la Guerre Imjin (l'invasion de la Corée par les Japonais). À l'époque le modèle à suivre pour une forteresse coréenne était de construite un simple mur pour la ville et une forteresse séparée pour y évacuer les habitants en cas de guerre, mais cette forteresse fut construite pour inclure des éléments d'un mur, d'une forteresse défensive, et d'un centre-ville. Les quatre portes furent utilisées comme portes de ville. Les plateformes pour les archers construites sur les remparts, avec des parapets crénelés et d'autres remparts, étaient tous des éléments de la forteresse, tandis que le mur contenait aussi des portes secrètes pour les actions offensives.
La forteresse prit 700 000 heures à construire et coûta 870 000 nyang, ainsi que 1 500 sacs de riz en guise de paiement aux manœuvres. Par le passé, les grandes constructions du gouvernement étaient faites par corvée seigneuriale, mais l'influence du Silhak en fit du travail rémunéré.
Le roi Jeongjo fit construire la forteresse pour préparer le déménagement de la capitale de Séoul à Suwon. Suwon est stratégiquement bien située pour relier Séoul à la mer Jaune et la Chine. Voulant partir de la cour et s'éloigner de ses querelles internes, il croyait que Suwon avait le potentiel pour devenir une capitale grande et prospère. Afin d'en encourager le développement, il ordonna aux gens d'y déménager et les exonéra de payer les impôts. Il ordonna aussi des travaux publics, dont la construction d'écoles.
Un document, « Hwaseong Seong-yeokuigwe » (« Registre de la construction de la forteresse Hwaseong ») fut publié en 1800, peu après la mort du roi Jeongjo. Formé de dix volumes, il a constitué une source indispensable pour les efforts de reconstruction en 1970, après les ravages de la Guerre de Corée. Les volumes sont divisés par sujet. Le premier traite de la planification de la construction, dont les premiers croquis et la liste des superviseurs chargés de chaque partie de la construction. Les six volumes suivants détaillent la construction elle-même, dont les ordres du roi et le paiement de la manœuvre. Les trois derniers volumes sont des suppléments relatifs à la construction d'un palais situé à proximité. La manœuvre était divisée par spécialité, comme les superviseurs, les équarrisseurs, et la manœuvre simple. Les données répertoriées recensent aussi le matériel utilisé.
Le 1er mai 2006, un pyromane attaque Hwaseong, endommageant la tour Sojangdae. Il aurait déclenché l'incendie en mettant le feu à ses vêtements et ses sous-vêtements avec un briquet. L'incendie coûta environ un milliard de won (environ un million de dollars), détruisant l'étage supérieur de la tour. Le même bâtiment avait été détruit par un autre incendie en 1996, mais a été rénové depuis.